# ماندريفا اس.ايه
ماندريك سوفت  (بالإنجليزية: Mandrakesoft) أو ماندريفا اس.ايه (بالإنجليزية: Mandriva S.A) تستخدم للتداول العام في البورصة (الرموز: MLMAN) شركة يقع مقرها في باريس، فرنسا، مختصة في توزيع لينكس والبرمجيات المفتوحة المصدر، ويقع مركز التطوير في كوريتيبا بالبرازيل. ماندريفا اس.ايه هي منشئة وراعية توزيعة ماندريفا لينكس واصفة نفسها بانها «البادئة بالمشروع ومنظمة للمهارات في مجال المصدر المفتوح», أحد الأعضاء المؤسسين لاتحاد سطح المكتب لينكس.

## تاريخ
ماندريفا اس.ايه بدات باسم ماندريك سوفت في عام 1998. وتضم حاليا نحو 70 موظفا (منهم 45 مهندسا) ولها مكاتب في كلا من فرنسا والولايات المتحدة الأمريكية، والبرازيل. وتبيع الشركة منتجاتها في أكثر من 140 بلدا ويقدر عدد مستخدمي ماندريفا لينكس ما يقارب من 3 ملايين مستخدم، حسب موقع ماندريفا دوت كوم.
واضطرت ماندريك سوفت لتغيير اسمها نتيجة خسارة الدعوى التي رفعتها هيرست على الاسم «ماندريك». انتهت الدعوى في فبراير 2004، وانتهت الطعون في أوائل عام 2005 (أي ان الحكم القضائي الصادر أصبح قطعيا لايمكن الطعن فيه واستئنافه ويجب تنفيذه). نشأ الخلاف بسبب مطالبة هيرست بالاسم «ماندريك» المستوحى من الفكاهي الساحر ماندريك، هيرست التي رفعت دعوى قضائية انتهت باجبار ماندريك سوفت بتغيير اسمها. في عام 2005 استحوذت ماندريك سوفت على أصول شركة Lycoris، واشترت كونيكتيفا. وكنتيجة لتغيير الإجباري للاسم، اختير الاسم «ماندريفا» الذي جاء نتيجة جمع الاسمين ماندريك سوفت وكونيكتيفا.
في 2008/1/16، أعلنت ماندريفا وتوربو لينكس شراكة لإنشاء مختبر اسمه مختبرات مانبو (بالإنجليزية: Manbo-Labs)، من اجل مشاركة الموارد والتكنولوجيا لكلا شركات توزيعات لينكس.
في 2010/9/18، اعلنت مجموعة من الموظفين السابقين في ماندريفا وأنصار المجتمع عزمها على عمل انشقاق عن ماندريفا لينكس، وعمل توزيعة اطلقو عليها اسم ماجيا. بسبب أن أغلب موظفي "Edge-It" الذين يتولون مهمة تطوير التوزيعة تم تسريحهم، وأيضا الصعوبات المالية التي تمر بها الشركة، جعلت مجتمع ماندريفا يفقد الثقة في الشركة الراعية للتوزيعة.

## الاستحواذ
- في 4 أكتوبر 2004، استحوذت شركة ماندريك سوفت على شركة ايدج لتكنلوجيا المعلومات والدعم الاحترافي. التي ركزت على تقديم الخدمات والدعم لسوق الشركات في فرنسا وكان لديها 6 موظفين.
- في 24 فبراير 2005، استحوذت شركة ماندريك سوفت على الشركة البرازيلية كونيكتيفا بمبلغ 1.79 مليون يورو (2.3 مليون دولار أمريكي في ذلك الوقت)
- يوم 15 يونيو 2005، استحوذت ماندريفا على شركة "Lycoris" (شركة ريدموند لينكس سابقا)
- يوم 5 أكتوبر 2006، وقعت ماندريفا اتفاقا للاستحواذ على البنية التحتية لمؤسسة برمجيات لينكس في شركة "Linbox". ويشمل الاتفاق شراء كل أسهم "Linbox" بمبلغ مجموعه 1.739 مليون،

## منتجات
- ماندريفا لينكس - الإصدار المجاني من ماندريفا الذي يتضمن ماندريفا فري (إصدار يحتوي على البرمجيات المفتوحة المصدر فقط), وماندريفا ون (توزيعة تعمل من القرص الحي مع بعض البرمجيات الاحتكارية (برامج مملوكة) مثل مشغل الفلاش). ويطلق على النسخة المملوكة ماندريفا باور والتي تحتوي على تراخيص لكوديك الصوتيات، وتنسيقات ملفات الفيديو. تطبيقات جوجل، وثلاثة شهور من الدعم عبر الشبكة.
- خادم ادلة ماندريفا (بالإنجليزية: Mandriva Directory Server) - خادم «إل‌داب» مفتوح المصدر يهدف إلى ان يكون سهل الإدارة من خلال واجهة رسومية عبر الإنترنت. مماثل في اهدافه باهداف خادم ادلة فيدورا.
- Pulse - اداة مفتوحة المصدر هدفها تبسيط نشر وتوزيع التطبيقات، وصيانة شبكة تكنولوجيا المعلومات